# Xincan
Xincan je porodica indijanskih jezika u Gvatemali koja obuhvaća jezike Indijanaca Xinca. Ova porodica čiji je jezik danas gotovo izumro, nesrodan je svim ostalima, i vodi se kao samostalna. Od njegovih dijalekata spominju se Sinacantan, Xupiltepec, i Xutiapa, i vjerojatno treba pridodati Conguaco. Juarros (1824.) i Thomas (1911.) drže da pripadaju porodici Lencan.

## Vanjske poveznice
- Idioma xinca  Arhivirana inačica izvorne stranice od 12. ožujka 2021. (Wayback Machine)